# The Whisperer in Darkness
The Whisperer in Darkness (vertaald als Het gefluister in de duisternis) is een horror-sciencefictionnovelle geschreven door H.P. Lovecraft. Het verhaal werd voor het eerst gepubliceerd in Weird Tales in augustus 1931. The Whisperer in Darkness is Lovecrafts eerste verhaal waarin de Mi-Go voorkomen, een zwamachtige soort buitenaardse wezens.

## Verhaal

### Waarnemingen
Albert N. Wilmarth geeft les in literatuur aan de Miskatonic University in Arkham. Nadat verschillende rivieren vanuit het gebergte in Vermont overstromen, melden lokale bewoners dat ze vreemde krabachtige wezens hebben zien drijven in het water. Omdat versies daarvan voorkomen in allerlei lokale legenden, ziet Wilmarth hier de verklaring in. Tijdens besprekingen van het onderwerp in regionale kranten, probeert hij tactvol uit te leggen wat er volgens hem aan de hand is. Hij gelooft dat mensen 'iets' hebben gezien, maar dat de plaatselijke verhalen hun waarnemingen beïnvloeden.
Dan krijgt Wilmarth een brief van Henry Wentworth Akeley. Hij woont op een afgelegen boerderij in Vermont. Hij zegt dat hij foto's heeft van 'voet'-afdrukken van de wezens, een fonograafopname van hun stemmen en een zwarte steen met onbegrijpelijke hiërogliefen. Volgens hem zijn de wezens op Aarde om een soort metaal te delven en laten ze mensen met rust als ze zelf ook met rust worden gelaten. Wie dat niet doet en te veel te weten komt, loopt het risico te verdwijnen. Hij vraagt Wilmarth daarom om zijn medewerking aan krantenartikelen te staken, zodat de aandacht voor het onderwerp verstomt. Hij nodigt hem ook uit voor een uitgebreidere briefwisseling om hun kennis te delen.

### Briefwisseling
Wilmarth accepteert de uitnodiging vanuit beroepsmatige interesse. In zijn volgende brieven vertelt Akeley hem zo veel meer, dat Wilmarth ervan overtuigd raakt dat zijn beweringen waar zijn. Akeley stuurt hem ook de foto's van de voetafdrukken en de fonograafopname. Hierop hoort Wilmarth overleg tussen menselijke en niet-menselijke, zoemende stemmen. Daarin wordt gesproken over Cthulhu, Tsathoggua, Him Who is not to be Named, Shub-Niggurath, Azathoth, Nyarlathotep en Yuggoth. Akeley stuurt ook de zwarte steen op, maar die wordt onderschept tijdens het transport. Hij vertelt in elke volgende brief dat hij zich steeds onveiliger voelt. Telkens wanneer er weinig maanlicht is, wordt zijn boerderij belaagd en worden er waakhonden gedood.
Nadat Akeley schrijft dat hij waarschijnlijk snel zal verdwijnen en Wilmarth uit de buurt moet blijven, verandert hij in zijn eerstvolgende schrijven ineens van toon. Hij vertelt dat hij de 'Outer Ones' heeft ontmoet en dat ze geen kwaad in de zin hebben. Hun voorzorgsmaatregelen zijn niet gericht tegen de mensheid, maar tegen andere wezens die hen kwaad willen doen. Ze zijn enorm geavanceerd en komen van een plek ver buiten het voor de mensheid bekende universum. Ze hebben een buitenpost op een nog niet ontdekte planeet achter Neptunus, die ze Yuggoth noemen. Omdat ze zich op Aarde inmiddels bijna niet meer kunnen verschuilen, zoeken ze een klein aantal menselijke contacten om ze daarbij te helpen. Akeley schrijft dat ze hem hiervoor hebben gevraagd en nodigt Wilmarth uit om naar zijn boerderij te komen zodat hij hem alles kan vertellen.

### Gefluister in de duisternis
Wilmarth zegt toe en neemt op verzoek van Akeley de fonograafopname, foto's en diens brieven mee. Wanneer hij aankomt op de boerderij, treft hij Akeley verzwakt aan. Hij bevindt zich in een stoel in de hoek van een verduisterde kamer en kan alleen fluisteren. Akeley vertelt Wilmarth wat de Outer Ones hem allemaal hebben uitgelegd en kunnen. Een van die dingen is het meenemen van mensen naar andere planeten. Omdat het menselijk lichaam deze manier van reizen niet aankan, is hiervoor alleen wel een chirurgische procedure nodig. Hierbij wordt het brein uit de schedel genomen en in een metalen cilinder geplaatst. Alleen dat gaat zo mee de ruimte in. Akeley wijst Wilmarth op een cilinder op een boekenplank en laat hem die aansluiten op een machine. De eigenaar van dit brein vertelt zo dat hij kan zien, horen en spreken en op 37 hemellichamen is geweest. Hij heeft de 'Mi-Go' ontmoet in de Himalaya en helpt ze sindsdien. Akeley vertelt dat hij dezelfde procedure wil ondergaan en hoopt dat Wilmarth ook meegaat.
Wilmarth gaat naar zijn kamer voor de nacht. Hij is niet van plan om te slapen en wil de volgende dag zo snel mogelijk vertrekken. Nadat hij toch indommelt, wordt hij wakker en hoort hij overleg tussen twee van de Mi-Go, twee menselijke stemmen en een via de machine communicerend brein. Nadat het stil wordt, treft hij beneden een lege kamer aan. Een blik op het gewaad in de stoel waar Akeley zat, maakt dat hij diens auto pakt en maakt dat hij uit Vermont komt. De politie treft de volgende dag een volledig verlaten boerderij aan. Ook alle voetsporen, foto's en de geluidsopname zijn verdwenen. Wilmarth vertelt in zijn laatste opmerking waarom hij de boerderij op stel en sprong verliet; in Akeleys gewaad bevonden zich zijn afgeworpen gezicht en handen of perfecte replica's daarvan. Het fluisterende personage in de hoek van de kamer was iets anders.

## Verfilming
De H. P. Lovecraft Historical Society bracht in 2011 een gelijknamige film uit gebaseerd op The Whisperer in Darkness. Deze is gemaakt met technieken die het moeten doen lijken alsof de film uit de jaren 30 komt. De filmversie is grotendeels trouw aan het originele verhaal, maar voegt aan het einde nog een zelfverzonnen uitbreiding toe.